# 아베 아사미
아베 아사미(일본어: 安倍麻美, 1985년 2월 27일 ~ )는 일본의 여성 가수이자 배우이다. 홋카이도 무로란시에서 모닝구무스메의 전멤버 아베 나츠미의 여동생으로 태어났다. 와타나베 엔터테인먼트에 소속되어 있다. 형부는 야마자키 이쿠사부로이다.

## 소개
2001년에 도쿄에서 스카웃되어 보이스 트레이닝과 연기 레슨을 받기 시작하였다. 이듬해 2002년 12월 21일에 개최된 니혼 세이넨칸에서의 프리데뷔 이벤트에서 약 2500명의 관객이 모였다. 2003년 닌텐도 DS의 광고에 출연하여 광고 모델로서 먼저 데뷔를 하고, 3월 26일 첫 번째 싱글 음반 “理由”를 발매하여 정식으로 데뷔를 마쳤다. 그와 동시에 이벤트 투어가 실시되었다.
2006년 후지테레비의 특별 드라마 “더 히트・퍼레이드 ~예능계를 바꾼 사내 · 와타나베 신 이야기~”에서 처음으로 언니인 아베 나츠미와 함께 출연하여 피너츠의 이토 유미(=이토 츠키)의 역할을 맡았다.
2007년 탈퇴한 쯔지 노조미를 대신하여 아베베란 예명으로 갸루루의 멤버가 되어 활동을 시작하였다.

## 음반

### 싱글
1. 理由(이유) - 2003년 6월 26일
2. Our Song - 2003년 7월 2일
3. きみをつれていく(너를 데리고 가) - 2003년 10월 8일
4. 卒業(졸업) - 2004년 1월 28일
5. 情熱セツナ(정열의 순간. 록맨X 커맨드미션 OP) - 2004년 8월 4일
6. Everyday - 2004년 11월 3일

### 앨범
1. Wishes - 2003년 11월 5일
2. 4 colors - 2004년 12월 1일

### DVD
1. A Girl ~I Wish Upon a Song~ - 2003년 12월 17일
2. Asamix! - 2004년 4월 7일
3. Sweet Heaven - 2004년 12월 1일

## 서적

### 사진집
1. そのまま。(그대로) - 2003년 7월, 쇼가쿠칸, ISBN 4-09-372061-4
2. four colors - 2004년 10월 23일, 와니북, ISBN 4-8470-2829-5
3. Feeling good? - 2005년 11월 24일, 고단샤, ISBN 4-06-307864-7

### 소설
- バカみたい(바보같아) - 2005년 11월 24일, 고단샤, ISBN 4-06-213223-4 {{isbn}}의 변수 오류: 유효하지 않은 ISBN.

## 출연

### 텔레비전

#### 드라마
- 마음은 외롭고...기분은... (2003년 8월 29일, 후지테레비) - 우치다 사쿠라
- 미나미군의 연인 (2004년 7월 8일 ~ 9월 16일, 테레비아사히) - 미나미 사쿠라
- 24시간 테레비27 사랑은 지구를 구한다 - 아버지의 바다, 나의 하늘 (2004년 8월, 니혼테레비) - 아소 미카
- 핫맨 (2004년 10월 ~ 12월, 도쿄 방송) - 치바 루미코
- 더 히트・퍼레이드 ~예능계를 바꾼 사내 · 와타나베 신 이야기~ (2006년 5월 26일, 27일 후지테레비) - 이토 유미(=이토 츠키)
- 정말로 있다! 일본사 서스펜스 극장 (2007년 9월 18일, 니혼테레비) - 키쿠
- 사화장사 ~ 엔바마 마미야 신쥬로~ (2007년 10월 ~ , 도쿄 방송) - 타쿠마 유카리

#### 프로그램
- 나이트셔플 (후쿠오카 방송) - 준 레귤러
- 퀴즈! 키사곤II (후지테레비) - 준 게스트
- 라지카룻 (니혼테레비) - 준레귤러/수요일

### 라디오
- 아베 아사미 스핀 아사밍 (2003년 10월 ~ 2004년 3월, 닛폰 방송)
- 레코멘! 아베 아사미 컬러플X2 (2004년 4월 ~ 2006년 3월, 분카 방송)
- 나카무라 JAPAN (2004년 7월 ~ 12월, Kiss-FM KOBE)
- 마츠카나·아사밍의 하와이언 레인보우 (2007년 4월 ~ 9월, NHK 월드 라디오 니혼)

### 인터넷
- 넷시네마 - 마네로드 (2005년 9월 ~ 11월, 넷시네마 TV) - 이노우 마리코
- 모하 HO! 해피 아워 “토리요코세 HAPPY!” (2006년 11월 ~ 2007년 3월), 모하HO! & 앗!토도루쿠 방송국)

### 광고
- 닌텐도 - 닌텐도 DS (2003년 1월 24일 ~ 3월)

### 영화
- 극장판 가면라이더 히비키와 7인의 센키 (2005년 9월, 도에이) - 히토츠미
- 홀 인 원 (2005년 11월, 시네마파라다이스) - 미카

### 뮤지컬
- 옥상의 바이올리니스트 (2006년 1월, 도호)
- Out of order ~위인전심~ (2007년 3월, 와타나베 엔터테인먼트) - 나이팅겔, 파블루 부인
- 거짓말쟁이 야지로 (2007년 5월 메이지자) - 시노
- 몽인 (2007년 12월 ~ 2008년 2월, 선샤인 극장)